# Samorząd uczniowski

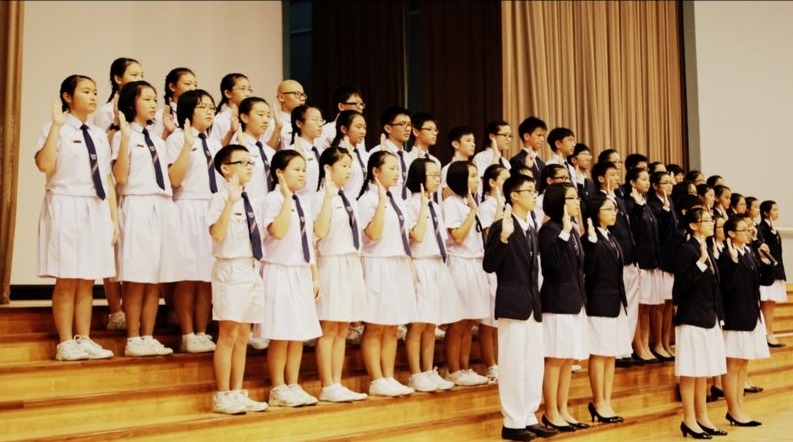
Zaprzysiężenie samorządu uczniów w Nan Hua High School w Singapurze

Samorząd uczniowski – zrzeszenie uczniów danej szkoły (klasy) powoływane w celu rozwiązywania zadań dotyczących życia szkolnego uczniów. Ogólnoszkolny samorząd uczniowski dzieli się zazwyczaj na samorządy klasowe (gospodarz klasy, zastępca gospodarza klasy, sekretarz klasy, skarbnik klasy); podlegają mu również pewne agendy: koła zainteresowań, zespoły samopomocy koleżeńskiej w nauce, szkolna kasa oszczędności (SKO) i spółdzielnia uczniowska (S.U.). Opiekę i nadzór nad tymi agendami oprócz odpowiednich organów samorządu uczniowskiego sprawują również nauczyciele - wychowawcy. Współczesna pedagogika docenia rolę samorządności młodzieży jako czynnika rozwijającego postawy – autonomii; ze względu na to ważne zadanie wraz z wiekiem uczniów zwiększa się zakres działalności samorząd uczniowski oraz współodpowiedzialności za wyniki pracy szkoły.
Samorząd uczniowski jest jednym z czterech organów szkoły:
- Rada szkoły,
- Rada pedagogiczna,
- Rada rodziców,
- Samorząd uczniowski.

## Historia
Prekursorami samorządności uczniowskiej w Polsce byli: Janusz Korczak, Władysław Przanowski, Aleksander Kamiński.

## Funkcjonowanie
Powołanie samorządu uczniowskiego w polskiej szkole gwarantuje Prawo oświatowe z dnia 14 grudnia 2016 roku. Zgodnie z przywołaną ustawą samorząd uczniowski tworzą wszyscy uczniowie danej szkoły. Uczniowie w demokratycznych wyborach wybierają swoich przedstawicieli zasiadających w organach samorządu uczniowskiego. Zasady wybierania przedstawicieli uczniów do organów muszą zostać ustalone w regulaminie samorządu uczniowskiego, który jest uchwalany przez uczniów w powszechnym, równym i tajnym głosowaniu.
Samorząd powinien być organizacją demokratyczną. Uczniowie w sposób nieskrępowany powinni wybierać swoich przedstawicieli według przyjętych przez ogół uczniów procedur. Organy samorządu uczniowskiego powinien reprezentować interesy uczniów wobec nauczycieli, rodziców, administracji oświatowej. Członkowie samorządu mają prawo i powinni rozwiązywać realne problemy uczniów i podejmować realne decyzje, a tym samym mieć wpływ na życie szkoły, współdecydować o sprawach jej dotyczących. Decyzje dotyczące zakresu działań samorządu w danej szkole i planu tych działań powinny należeć do uczniów. Samorząd ma prawo oczekiwać od szkoły wsparcia dla swojej działalności. Rolę doradcy spełnia opiekun samorządu, wybrany przez uczniów spośród nauczycieli danej szkoły.
Choć samorząd nie ma realnych uprawnień, prawo nakazuje władzom szkoły zasięgnięcie jego opinii w pewnych sprawach, takich jak np. skreślenie ucznia z listy uczniów, program wychowawczy szkoły, program profilaktyki, ocena pracy nauczyciela (tylko na wniosek dyrektora szkoły), średnia ocen uprawniająca uczniów do otrzymania stypendium za wyniki w nauce, wprowadzenie w szkole jednolitego stroju dla uczniów lub rezygnacja z niego.
W Polsce działania wspierające rozwój samorządności uczniowskiej prowadzi m.in. Centrum Edukacji Obywatelskiej, Fundacja Civis Polonus oraz Fundacja Edukacja dla Demokracji. Od stycznia 2012 funkcjonuje Koalicja na rzecz samorządów uczniowskich zrzeszająca organizacje zainteresowane promowaniem idei samorządności uczniowskiej.